# Арсеналец
«Арсеналец» (укр. Арсеналець) — подпольная антифашистская организация, действовавшая в Киеве во время Великой Отечественной войны в период немецкой оккупации в ноябре 1941 года — феврале 1943 года. Руководитель — Д. Я. Нестеровский, заместитель — Н. И. Гайцан, члены организации — В. Гуреев, А. Емец, В. Костецкий, М. Рудзинский, О. Стрик, Л. Ступин, В. Шаповалова и другие кадровые рабочие завода «Арсенал». К середине 1943 года насчитывала 38 человек.
Подчинялась подпольным Киевскому городскому комитету и Печерскому районному комитету компартии Украины, состояла из групп: ремонтных мастерских при гебитскомиссариате, «Водоканала»; немецкой строительной фирмы «Карл Берле» в Киеве; Дымерского (ныне в составе Ивановского и Киево-Святошинского районов) и Чернобыльского (ныне в составе Иванковского района) районов Киевской области.
Проводила агитацию на бирже труда, выдавала фальшивые документы и спасала людей от угона в Германию, печатала и распространяла листовки, подорвала мосты через реки Тетерев и Ирпень (обе — притоки Днепра), срывала поставки древесины, сроки строительства мостов в хутора Грэни (ныне в составе с. Лапутьки Иванковского района) и с. Демидов (ныне село Вышгородского района, оба Киевской области). Организовала побег военнопленных из концлагеря, оказывала помощь партизанским отрядам «За Родину» и имени Международного юношеского дня. В августе 1943 года руководители организации арестованы. Н. Гайцан покончил жизнь самоубийством, Д. Нестеровского казнили. Другие члены действовали до освобождения Киева (разминировали несколько важных объектов).